# Nerodia erythrogaster
Nerodia erythrogaster là một loài rắn trong họ Rắn nước. Loài này được Forster mô tả khoa học đầu tiên năm 1771.

## Hình ảnh

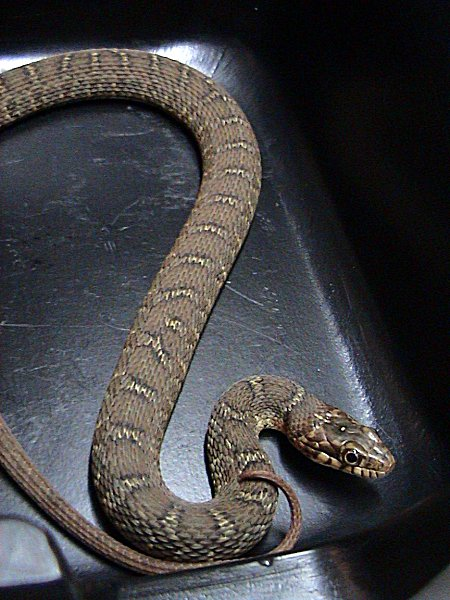
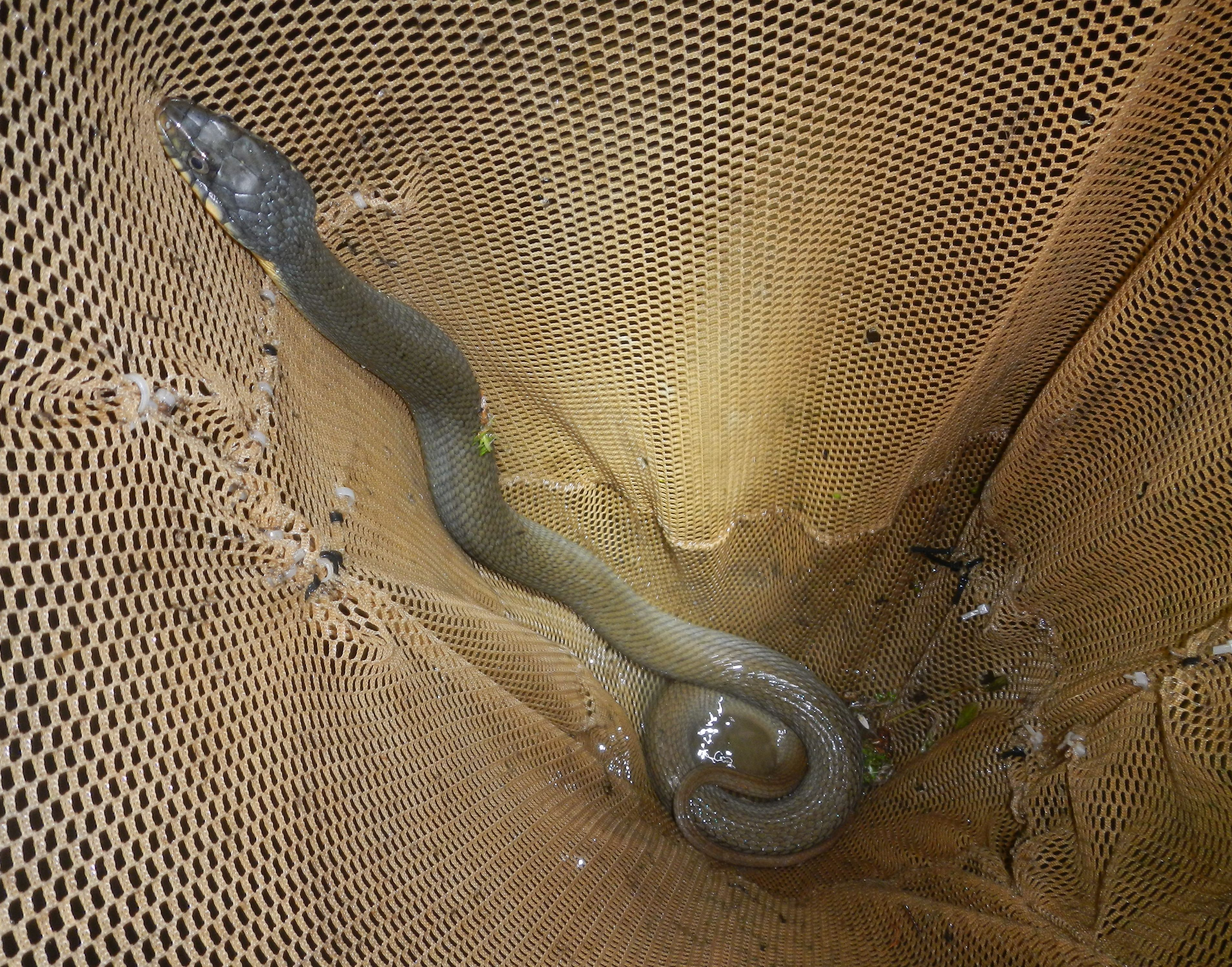
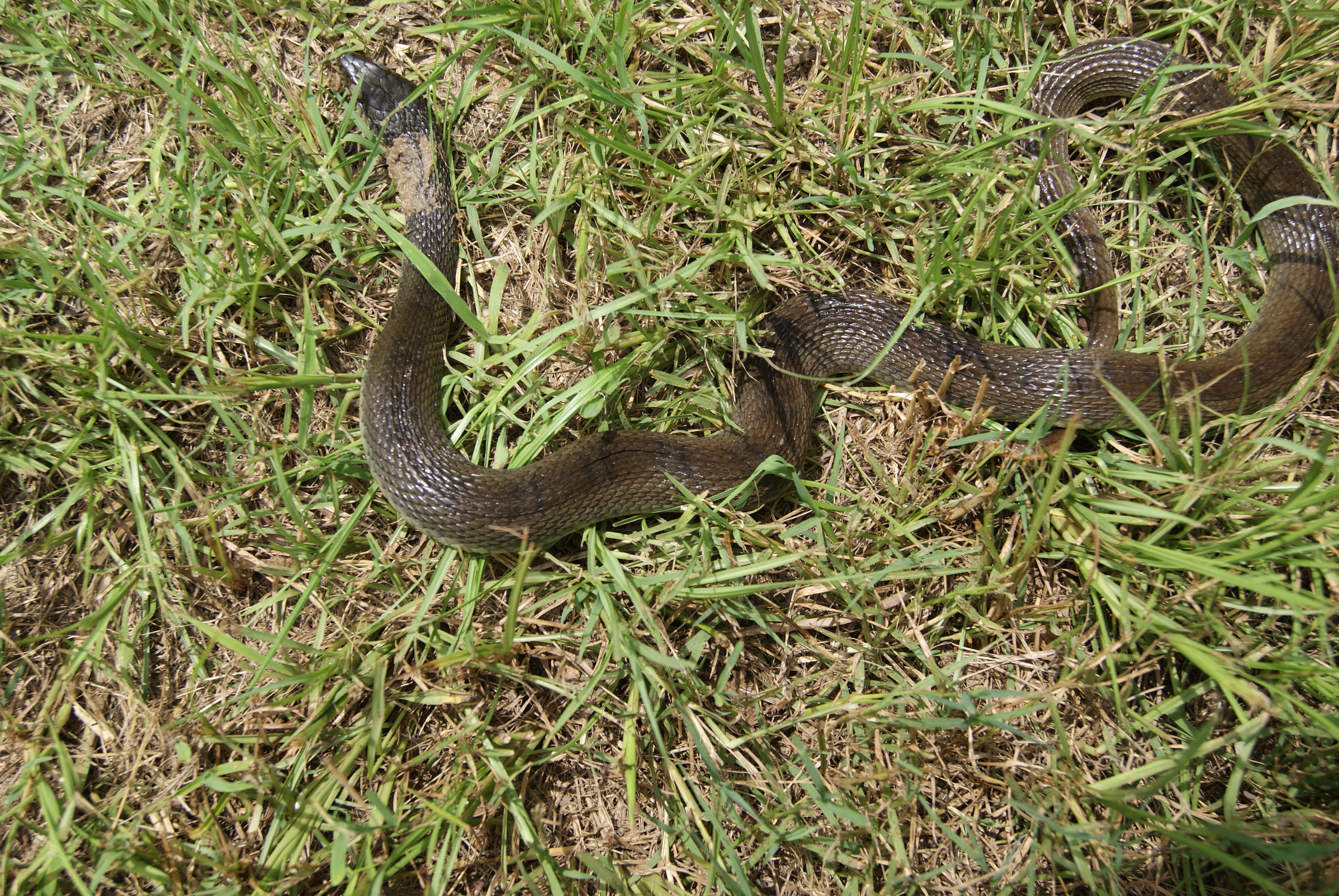